# Francie na Zimních olympijských hrách 1936
Francii na Zimních olympijských hrách v roce 1936 reprezentovala výprava 28 sportovců (28 mužů a 0 žen) ve 4 sportech.

## Medailisté
| Medaile | Jméno        | Sport           | Soutěž         |
| ------- | ------------ | --------------- | -------------- |
| Bronz   | Émile Allais | Alpské lyžování | Muži kombinace |